# Sarah Elmira Royster

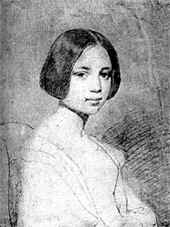
Sarah Elmira Royster

Sarah Elmira Royster (* 1810 in Richmond; † 11. Februar 1888 ebenda) war eine Kindheitsfreundin von Edgar Allan Poe. Kurz vor seinem Tod wurde die Beziehung erneuert und es wurde eine Heirat diskutiert. Diese kam aber wegen Poes Tod nie zustande.

## Leben

### Erste Beziehung mit Poe
Royster und Poe, Nachbarn in Richmond, begannen ihre Beziehung 1825 und verlobten sich wenig später heimlich. Zu der Zeit war Royster 15 und Poe 16. Nachdem Poe der University of Virginia beitrat, erfolgte eine Trennung, da Roysters Vater, der die Beziehung ablehnte, Poes Briefe abfing.

### Heirat mit Alexander Shelton
Royster, die nichts von dem Abfangen der Briefe wusste, dachte, dass Poe sie vergessen hätte. Die Verlobung wurde aufgelöst und sie heiratete den Kaufmann Alexander Shelton. Shelton starb am 12. Juli 1844 mit 37 an einer Lungenentzündung. Er hinterließ seiner Familie 100.000 US-Dollar.

### Zweite Beziehung mit Poe
Poe besuchte Royster im Juli 1848, ein Jahr nach dem Tod seiner Frau Virginia Clemm. Während seinem Aufenthalt in Richmond machte er ihr den Hof. Im August gab es schon Gerüchte über eine mögliche Heirat. Ein Antrag wurde im späten Juli von Poe gestellt. Royster brauchte Bedenkzeit: Ihre zwei überlebenden Kinder waren gegen die erneute Hochzeit und laut des Testamentes ihres Mannes würde sie ein Viertel des geerbten Geldes verlieren.
Die Heirat kam trotzdem nie zustande. Am 27. September 1849 verließ Poe Richmond, worauf er am 7. Oktober unter mysteriösen Umständen starb. Der Biograf John Evangelist Walsh spekulierte, dass Roysters Brüder Poe ermordeten.

### Späteres Leben und Tod
Royster würde später behaupten, dass sie Poe nie heiraten wollte oder sogar eine Verlobung einging. Dies widersprach aber einem Brief an Poes Stiefmutter Maria Clemm vom 22. September, in dem sie Clemm mitteilte, dass sie sie als Stiefmutter akzeptieren würde. Im gleichen Brief bezeichnete sie Poe als „the dearest object on earth“.

## Bedeutung für Literatur
Es wurde häufig spekuliert, dass Royster Inspiration für Poes Gedichte Annabel Lee und Der Rabe war. Auch seine Gedichtsammlung Tamerlane and Other Poems wurden möglicherweise von ihr inspiriert.
Poes Bruder Henry Poe widmete sein Gedicht The Pirate der Beziehung zwischen Poe und Royster.